# شوهي أوتاني
شوهي أوتاني (مواليد 5 يوليو 1994) هو لاعب بيسبول ياباني يلعب حالياً في ناديلوس أنجلوس دودجرز
يعتبره العديد من المطلعين على البيسبول أحد أعظم لاعبي البيسبول على الإطلاق.

## نظرة عامة
بدأ لعب البيسبول عندما كان في الصف الثاني الابتدائي.
وفي السنة الثالثة من دراسته الثانوية، سجل أسرع سرعة رمية في لعبة البيسبول للهواة في ذلك الوقت، 160 كم/ساعة.
وكان هو الاختيار الوحيد في الجولة الأولى في مسودة الدوري الوطني للبيسبول لعام 2012 من قبل فريق هوكايدو نيبون هام فايترز.
ومنذ انضمامه إلى الفريق في عام 2013، شارك في المباريات كلاعب ”ثنائي الاتجاه“. وفي نفس العام، حقق أول فوز له كلاعب محترف وأول فوز له على أرضه.
وفي عام 2014، أصبح أول لاعب في تاريخ بيسبول نيبون للمحترفين (NPB) يحقق رقمين من الانتصارات وأول عدد من الركضات على أرضه حيث حقق 11 فوزاً و10 ركضات على أرضه.
في عام 2015، فاز بالتاج الثلاثي لأكبر عدد من الانتصارات وأفضل تقييم دفاعي وأعلى نسبة فوز.
في عام 2016، بالإضافة إلى كونه أول لاعب في تاريخ الدوري الوطني لكرة السلة يفوز بجائزة أفضل تسع ثنائيات لكل من الرمي والضارب المعين، حصل على لقب أفضل لاعب في الدوري.
في عام 2017، أنهى اللاعب سنواته الخمس فيNPB 2017، على الرغم من أن إصابة في كاحله الأيمن أثرت عليه.
وبعد انتهاء موسم 2017، انضم إلى فريق لوس أنجلوس أنجلوس أنجلز في دوري البيسبول الأمريكي عبر نظام الإعارة.
في موسم 2018، أصبح أول لاعب في تاريخ دوري البيسبول الأمريكي للمحترفين يشارك في 10 مباريات على الأطباق و20 HR و10 قواعد مسروقة في دور مزدوج، وأصبح رابع لاعب ياباني في التاريخ يفوز بجائزة أفضل لاعب صاعد في العام.
في موسم 2019، أصبح ثاني لاعب آسيوي وأول لاعب ياباني يسجل في موسم 2019.
في موسم 2020، عاش موسمًا صعبًا مع ضعف في الرمي والضرب بسبب الإصابة وبسبب حاجته لجراحة في الركبة لمعالجة الرضفة الثنائية.
في موسم 2021، أصبح ثاني لاعب ياباني في التاريخ (وثاني لاعب آسيوي في التاريخ) يفوز بجائزة أفضل لاعب في الموسم وجائزة سيلفر سلوجر منذ إيتشيرو في عام 2001. في ديسمبر/كانون الأول، أفضل 50 موسمًا في تاريخ الرياضة في مجلة سبورتنج نيوز، فريق أنجلز اختير موسم 2021 لشوهي أوهتاني رقم 1. وفي نفس الشهر، فاز في نفس الشهر بجائزة أفضل رياضي في العام من وكالة أسوشيتد برس.
في 9 أغسطس 2022، أصبح أول لاعب في الدوري الأمريكي للمحترفين منذ بيب روث منذ حوالي 104 سنوات يصل إلى ”رقمين من الانتصارات وعدد مزدوج من الجولات على أرضه في موسم واحد.“ في 5 أكتوبر، أصبح أول لاعب في الدوري الأمريكي الحديث يصل إلى الجولات التنظيمية (الرمي والضرب) كرامي وضارب.
في بطولة WBC 2023، قدم مساهمة كبيرة للمنتخب الياباني، حيث أصبح أول لاعب في تاريخ البطولة يتم اختياره في فريق كل دول العالم في فئتين (الرامي والضارب المعين) وفاز أيضًا بجائزة أفضل لاعب. في هذا الموسم، أصبح أول لاعب ياباني وأول آسيوي في التاريخ يحقق أكبر عدد من الضربات على أرضه. كما فاز بجائزة ”سيلفر سلوجر“ للمرة الثانية في تاريخ اليابان (والمرة الثانية في تاريخ آسيا)، وأصبح أيضاً أول ياباني (وأول آسيوي) في التاريخ يفوز بجائزة أفضل لاعب في الموسم بتصويت كامل للمرة الثانية[. كما أصبح أيضاً أول لاعب يفوز بجائزة أفضل لاعب في الموسم بتصويت كامل لمرتين في تاريخ دوري MLB. كما كان أول ياباني وأول آسيوي في التاريخ يفوز بجائزة هانك آرون.
في ديسمبر 2023، انتقل إلى لوس أنجلوس دودجرز.
في موسم 2024، عاد من عملية جراحية في المرفق الأيمن ليركز على كونه ضارباً محدداً، وأصبح أول لاعب في الدوري الأمريكي للمحترفين يسجل 50 رمية على أرضه ويسرق 50 قاعدة في موسم واحد، وأول لاعب في الدوري الأمريكي للمحترفين يفوز بلقب الريمونتير (وأول لاعب آسيوي يفوز بلقب الريمونتير في عامين متتاليين في بطولتين مختلفتين)، وأول لاعب آسيوي يفوز بلقب الضرب على أرضه وأول لاعب وفريق يفوز ببطولة العالم في الموسم العادي وما بعد الموسم. في الموسم العادي وما بعد الموسم، ساهم بشكل كبير في فوز الفريق بأول لقب في بطولة العالم في الموسم العادي وما بعد الموسم. وفي خارج الموسم، فاز بجائزة سيلفر سلوجر للمرة الثالثة، وهو ثاني لاعب ياباني في التاريخ (وثاني لاعب آسيوي في التاريخ) يفوز بجائزة سيلفر سلوجر، وجائزة هانك آرون (للعام الثاني على التوالي وأول لاعب في دوري كرة السلة الأمريكي للمحترفين يفوز بالجائزتين) وجائزة أفضل لاعب في الموسم الكامل للعام الثاني على التوالي، وهو أول لاعب في تاريخ دوري MLB يفوز بها لضارب محدد فقط.